# Silene morganae
Silene morganae är en nejlikväxtart som beskrevs av Josef Franz Freyn. Silene morganae ingår i släktet glimmar, och familjen nejlikväxter. Inga underarter finns listade i Catalogue of Life.